# استاروبیریوچوو
استاروبیریوچوو (انگلیسی: Starobiryuchevo) یک شهرک در شهرستان نوریمانوفسکی استان باشقیرستان کشور روسیه است.